# Isla Brunot
Isla Brunot (en inglés: Brunot Island) es una isla de 129 acres (0,52 km²) en el río Ohio en el extremo oeste de Pittsburgh en el condado de Allegheny, en el estado de Pensilvania en los Estados Unidos. Fue nombrado en honor del Dr. Felix Brunot que se estableció en la isla con su familia a finales del año 1700. La familia permitió la expedición Lewis y Clark recalar en la isla en agosto de 1803. En la isla se encuentra la Estación de Generación Isla de Brunot, de 315 MW, planta de energía de combustible fósil.